# فرانك غريفين
فرانك غريفين (بالإنجليزية: Frank Griffin)‏ (28 مارس 1928 في المملكة المتحدة - 4 يونيو 2007) هو لاعب كرة قدم بريطاني في مركز الوسط. لعب مع شروزبري تاون ونادي نورثامبتون تاون ووست بروميتش ألبيون ونادي تلفورد يونايتد.

## وصلات خارجية
- فرانك غريفين على موقع قاعدة بيانات كرة القدم.إي يو (الإنجليزية)